# 나상현씨밴드
나상현씨밴드는 대한민국의 인디 록밴드이다. 
2014년 서울대학교 내 작곡동아리 사운드림에서 만난 나상현과 강현웅이 결성한 것을 시작으로, 2015년 EP 《찌릿찌릿》으로 정식 데뷔했다.
별명은 나씨밴, 팬덤명은 나씨팬(fan)이다.

## 방송
- 보컬플레이 2 (2019) - Top16(10위)
- 그레이트 서울 인베이전 (2022) - Top8
- 불후의 명곡 (2023)

## 수상
- 제31회 유재하 음악경연대회 장려상 (2020)